# Maulik Pancholy

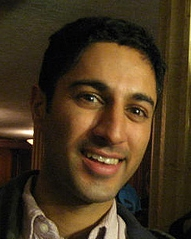
Maulik Pancholy (Januar 2007)

Maulik Navin Pancholy (* 18. Januar 1974) ist ein US-amerikanischer Schauspieler.

## Leben
Maulik Pancholy ist indischer Herkunft. Er besuchte sowohl die Yale School of Drama als auch die Berkeley Preparatory School. Seinen Bachelor-Abschluss erhielt er 1995 an der Northwestern University. Größere Bekanntheit erlangte er durch seine beiden Rollen als Assistent Jonathan in 30 Rock und als Sanjay in Weeds – Kleine Deals unter Nachbarn. 2017 spielte er in der Serie Star Trek: Discovery die Rolle des Dr. Nambue.
2013 hatte Pancholy sein Coming-out als Homosexueller.

## Filmografie (Auswahl)

### Film
- 2005: Hitch – Der Date Doktor (Hitch)
- 2006: Freunde mit Geld (Friends With Money)
- 2006: Mittagspause (Park)
- 2008: 27 Dresses
- 2011: Phineas und Ferb: Quer durch die 2. Dimension (Phineas and Ferb the Movie: Across the 2nd Dimension)
- 2012: Treasure Buddies – Schatzschnüffler in Ägypten (Treasure Buddies)
- 2020: Phineas und Ferb: Candace gegen das Universum (Phineas and Ferb: Candace Against the Universe) [Stimme]
- 2024: Nuked

### Fernsehen
- 1999–2000: Jack & Jill (2 Folgen)
- 2005–2007: Criminal Intent – Verbrechen im Visier (Law & Order: Criminal Intent, 2 Folgen)
- 2005–2009: Weeds – Kleine Deals unter Nachbarn (Weeds, 25 Folgen)
- 2006–2013: 30 Rock (64 Folgen)
- 2007: Die Sopranos (The Sopranos, Fernsehserie, Folge 6x14)
- 2008–2012: Phineas und Ferb (Phineas and Ferb, 66 Folgen, Stimme)
- 2011–2012: Alex und Whitney – Sex ohne Ehe (Whitney, 22 Folgen)
- 2013–2016: Sanjay & Craig (60 Folgen, Stimme als Sanjay Patel)
- 2014: Good Wife (The Good Wife, Folge 5x13)
- 2017: Star Trek: Discovery (Folge 1x01)